# Широка Балка (Миколаїв)
Широка Балка — місцевість міста Миколаїв у його Корабельному районі.

## Розташування

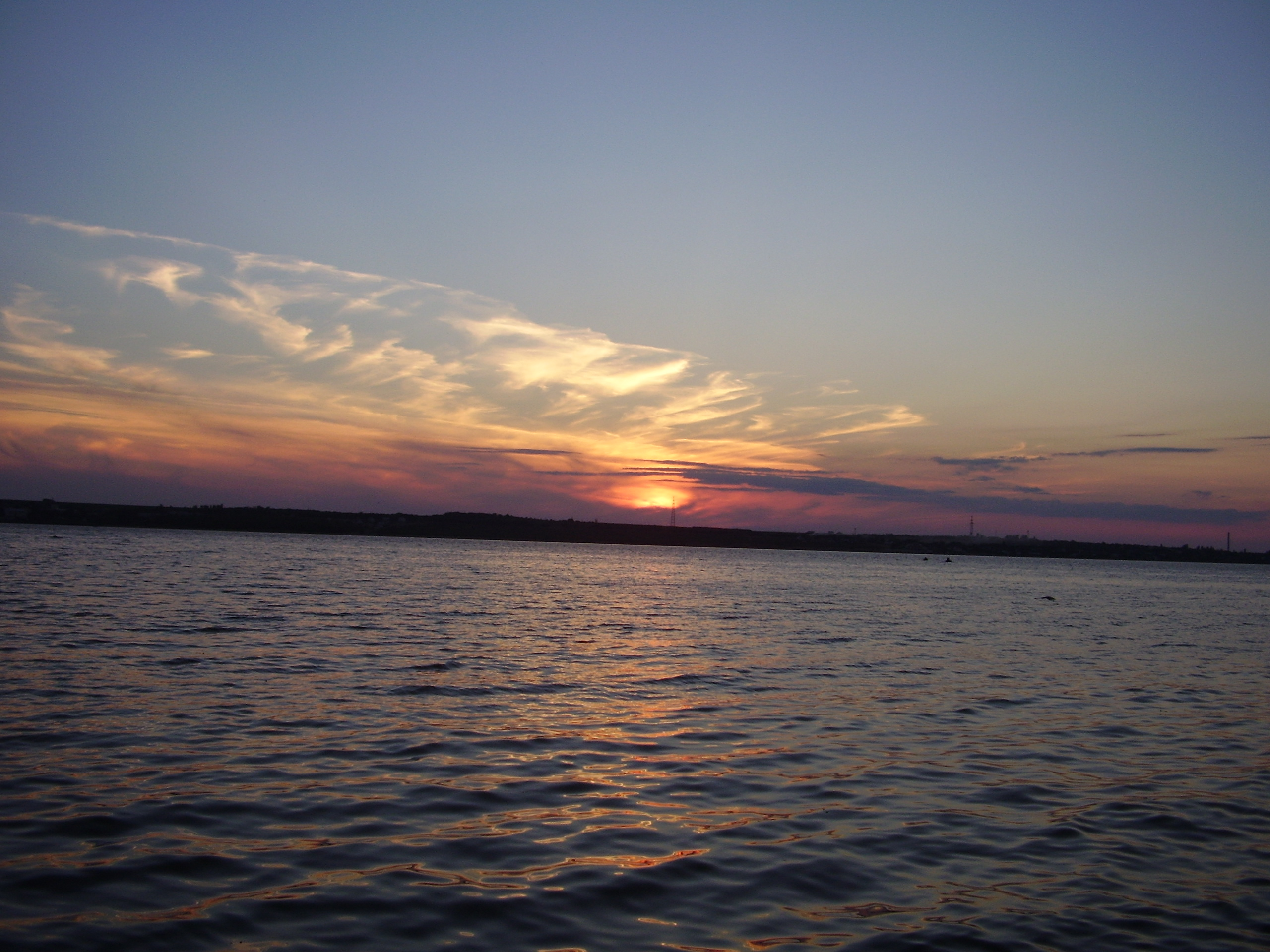
Вид з Широкої Балки на Бузький лиман і Малу Корениху літнім вечором

Знаходиться у південній частині міста на лівобережжі Бузького лиману. На іншому березі лиману, навпроти Широкої Балки розташована місцевість Мала Корениха. Між ними знаходиться острів Батарея. Із півночі Широка Балка межує з місцевістю ЮТЗ, що входить до Інгульського району.
В забудові переважає приватний сектор, в місцях, що межують з лиманом розташований дачний сектор.

## Історія
В середині XIX століття, коли Широка Балка була ще селом і знаходилась за межею міста, тут розташовувались найпотужніші оборонні споруди. Був побудований п'ятикутний в плані земляний редут з валом і ровом (повз нього проходять поїзди до старого Миколаївському вокзалу). Через 150 років вали від старості осіли, рови втратили колишню глибину, проте споруда все ще справляє значне враження. Згодом це укріплення отримало назву Бузький редут або Кауфманівська батарея (можливо, за іменем інженер-генерала К. П. Кауфмана, що командував з вересня 1855 р. лейб-гвардії саперним батальйоном). Пам'ять про цю батарею зберігає вулиця Старо-Фортечна у Широкій Балці, що йде від батареї до Богоявленського проспекту.
У 1885 р. начальник Харківсько-Миколаївської залізниці В. Н. Печковський виступив з проектом побудови в селі Широка Балка порту і причалів з підведенням залізниці, але його відкинула Міська дума.
1938 року надано статус смт.
У 1960-х — 1970-х роках, міська влада, бажаючи скоріше отримати для Миколаєва новий статус, намагалися довести його населення до 500 тисяч. В цей час включили в межі міста село Жовтневе (колишній Богоявленськ) під виглядом Корабельного району, і — 17 листопада 1956 р. — Широку Балку разом з іншими приміськими селами (Кульбакине та ім. Горького).

## Заклади
В Широкій Балці розташований Свято-Георгіївський храм Української Православної Церкви Московського Патріархату.
Загальноосвітня середня школа № 14 по вул. Вільній, 38.

## Основні вулиці місцевості
| - Богоявленський проспект - Прибузька вулиця - Братська вулиця - Оранжерейна вулиця - вулиця Чехова - вулиця Генерала Шепетова - вулиця Некрасова - Літня вулиця - Польова вулиця - вулиця Старо-Фортечна | - вулиця Зенітників - вулиця Богдана Хмельницького - Маячна вулиця - вулиця Толстого - вулиця Зої Космоден'янської - вулиця Новаторів - вулиця Льотчиків - Шевська вулиця - вулиця Танкістів | - Молодіжна вулиця - вулиця Тургенєва - Вільна вулиця - вулиця 295-ї Стрілецької дивізії - вулиця Чернишевського - вулиця Юрка Тютюнника - вулиця Івана Франка - Кришталева вулиця - Приміська вулиця |

## Транспорт

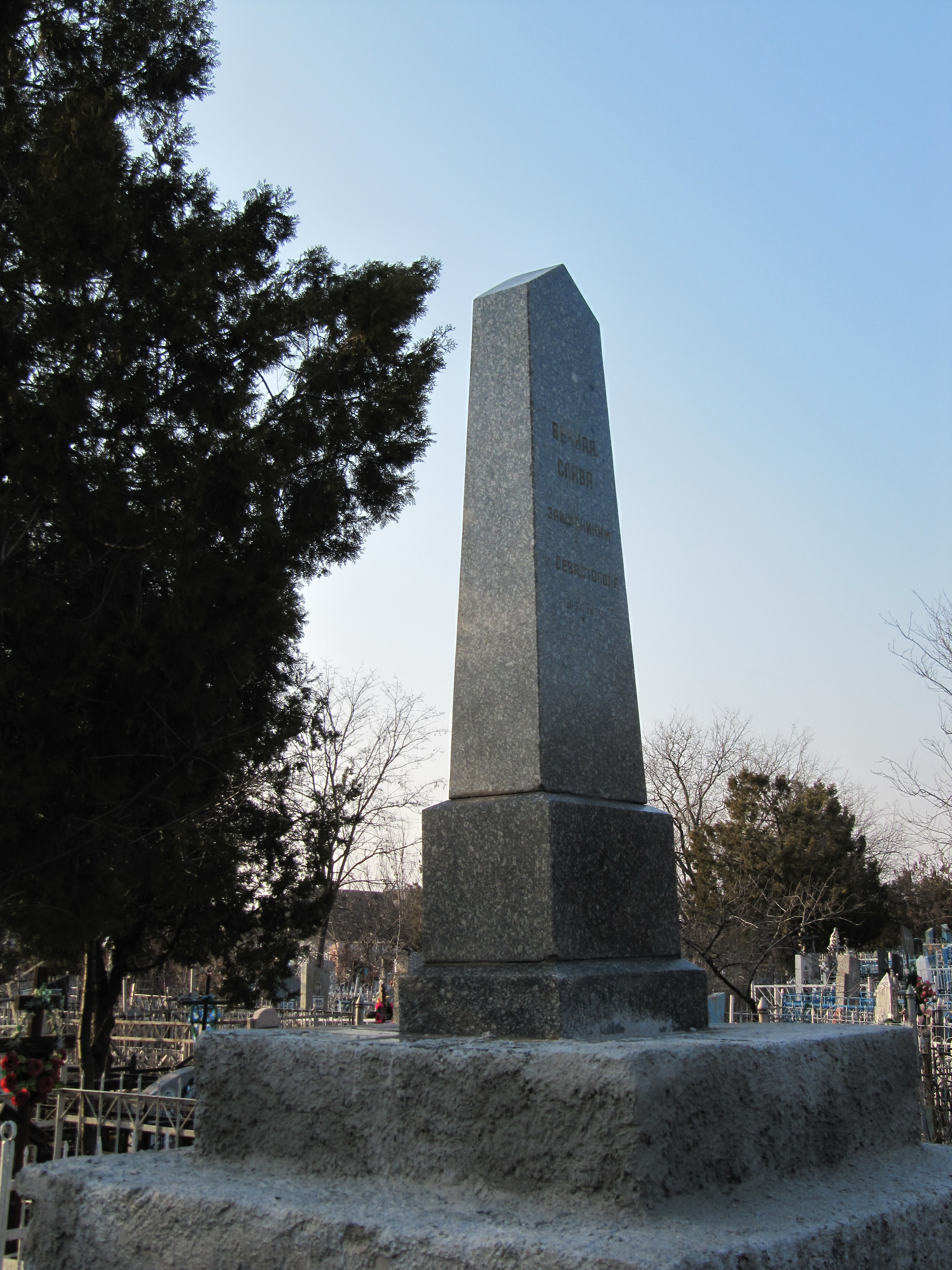
Братська могила померлих в шпиталях від ран учасників російсько-турецької війни 1877-1878 р.р. Помилково пам'ятник зроблено як могила захисників Севастополя в Кримській війні

На Широку Балку курсують трамваї № 1, 7.
Із автобусів сюди ходять 87 (мікрорайон Північний — Широка Балка).
Маршрутні таксі, що рухаються в мікрорайон Кульбакине через Широку Балку: № 10 (вул. Бузника — Кульбакине: по Центральному проспекту, повз Зоопарк, Автовокзал по проспекту Богоявленському до Кульбакінського повороту, вул. 295 Стрілецької дивізії, Кульбакине), № 26 (мікрорайон Північний — Кульбакине: Північний, Соляні по проспекту Героїв Україні (стар. ПГС), по проспекту Центральному до вул. Московської, по вул. Пограничній (стар. вул. Чигрина) до ринку «Колос», по проспекту Миру до площі Перемоги, вул. Космонавтів до Богоявленського проспекту, проспект Богоявленський до Кульбакінського повороту, 295 Стрілецької дивізії, Кульбакине), № 29 (Намив — Кульбакине: Берег, по вул. Карпенка, по проспекту Центральному до вул. Московської, по вул. Пограничній (стар. вул. Чигрина) до Автовокзалу, по проспекту Богоявленському до Кульбакінського повороту, вул. 295 Стрілецької дивізії, Кульбакине).
Також через Широку Балку проходить весь транспорт, що йде в Корабельний район з усіх інших районів Миколаєва.
Поблизу Широкої Балки знаходяться 2 залізничних станції:
- Миколаїв-Пасажирський — зупиняються поїзди далекого сполучення, приміські на Миколаїв-Вантажний, Колосівку, Новий Буг, Долинську, Тимкове, Каховку і приміський поїзд «Миколаїв Вант. — Апостолове».
- Кульбакине — зупиняються приміські поїзди на Миколаїв-Вантажний, Вадим, Херсон (крім апостоловського рейсу).